# La Reine sainte
Pour plus de détails, voir Fiche technique et Distribution.
La Reine sainte (Reina santa) est un film hispano-portugais tourné en 1946 et sorti en 1947.

## Synopsis
La princesse Isabelle d'Aragon, fille du roi Pedro III d'Aragon et de Sicile, épouse à douze ans le roi Diniz Ier du Portugal. Sous le nom d'Elisabeth de Portugal, elle se montre une reine humble et modeste, suscitant l'amour de ses sujets, notamment des pauvres, qu'elle aide avec largesse. Mère de deux enfants, dont Alphonse, futur roi du Portugal, elle ne tient rigueur à son mari ni de ses maîtresses ni des enfants illégitimes qu'elles lui donnent, allant jusqu'à élever ces derniers à l'égal des siens. Peu interventionniste, elle sait cependant s'imposer lorsque la situation est grave, notamment lorsqu'à deux reprises Alphonse se révolte et prend les armes contre son père. Elle seule a la vertu de les réconcilier. À la mort de son mari, cette pieuse femme qui préfère Dieu à l'attrait du pouvoir se retire au couvent.

## Fiche technique
- Titre original espagnol : Reina santa
- Titre original portugais : Rainha Santa
- Titre français : La Reine sainte
- Réalisation : Rafael Gil (version espagnole), Henrique Campos et Aníbal Contreiras (version portugaise)
- Assistant réalisateur : José Luis Robles, Pedro Luis Ramirez
- Scénario : Luna de Oliveira, Rafael Gil, Tavares Alves et Antonio Abad Ojuel, d'après l'histoire de Luna de Oliveira et Aníbal Contreiras
  - Dialogues en espagnol : Antonio Tudela
  - Dialogues en portugais : Luna de Oliveira
- Script-boy : Antonio del Amo
- Directeurs de la photographie : Alfredo Fraile et Manuel Berenguer
- Musique : Ruy Coelho
- Décors : Enrique Alarcón, Eduardo Torre de la Fuente
- Montage : Juan Serra Oller
- Ingénieur du son : Jaime Torres
- Producteurs : Cesareo Gonzalez, Aníbal Contreiras
- Société de production : Suevia Films, Cesareo Gonzalez Producciones Cinematograficas
- Société de distribution :
  -  Espagne : Suevia Films
  -  France : Philippe Films
- Durée : 102 minutes
- Pays d'origine : Espagne - Portugal
- Genre : Aventure, drame et historique
- Dates de sortie : 
  - Espagne : 31 mars 1947
  - Portugal : 15 décembre 1947
  - France : 1952

## Distribution
- Maruchi Fresno : la reine Élisabeth de Portugal
- Antonio Vilar : le roi Denis Ier du Portugal
- Fernando Rey : l'infant Alfonso, futur Alphonse IV (roi de Portugal)
- Luis Peña : Nuño de Lara, le page de la reine
- Barreto Poeira : Alvaro, le page du roi
- José Nieto : le conseiller Vasco
- Juan Espantaleón : le père Pedro

## Autour du film
Le film a été tourné en deux versions, espagnole et portugaise.